# Leucania sigma
Leucania sigma är en fjärilsart som beskrevs av Max Wilhelm Karl Draudt 1950. Leucania sigma ingår i släktet Leucania och familjen nattflyn. Inga underarter finns listade i Catalogue of Life.